# Atniaixka
Atniaixka (en rus: Атняшка) és un poble del krai de Perm, a Rússia, que en el cens del 2010 tenia 344 habitants. Es troba a 8 km al sud-est de Txernuixka.